# Experimente von Rayleigh und Brace
Die Experimente von Rayleigh und Brace (1902, 1904) sollten zeigen, ob die Lorentzkontraktion zur Doppelbrechung führt. Es war eines der ersten optischen Experimente zur Messung der Relativbewegung von Erde und Äther, die genau genug waren, um Größen zweiter Ordnung in v/c festzustellen. Die Ergebnisse waren negativ, was für die Entwicklung der Lorentz-Transformation und somit der Relativitätstheorie von großer Bedeutung war (vgl. Tests der speziellen Relativitätstheorie).

## Die Experimente
Um den negativen Ausgang des Michelson-Morley-Experiments zu erklären, wurde von George Francis FitzGerald (1889) und Hendrik Antoon Lorentz (1892) die Kontraktionshypothese eingeführt, wonach ein Körper während seiner Bewegung durch den ruhenden Äther verkürzt wird.
John William Strutt, 3. Baron Rayleigh (1902) interpretierte nun die Lorentzkontraktion als mechanische Kompression. Diese sollte dazu führen, dass Materialien optisch anisotrop werden, die dabei auftretenden unterschiedlichen Brechungsindizes führen zur Doppelbrechung. Um diesen Effekt zu messen, befestigte er auf einem in Bezug zur Erdbewegung drehbaren Brett eine 76 cm lange Röhre, welche an ihren Enden durch Glas abgeschlossen war. Die Röhre war entweder mit Schwefelkohlenstoff oder Wasser gefüllt, wobei die Flüssigkeit sich zwischen zwei Nicolschen Prismen befand. Durch die Flüssigkeit wurde nun Licht hin und her gesendet, wobei als Quelle eine elektrische Lampe und im weiteren Verlauf vor allem Kalklicht benutzt wurde. Das Experiment war genau genug, um Verzögerungen von 1⁄6000 einer halben Wellenlänge, also von der Ordnung {\displaystyle 1{,}2\cdot 10^{-10}}, zu beobachten. Abhängig von der Ausrichtung relativ zur Erdbewegung, wäre die erwartete Verzögerung durch Doppelbrechung von der Ordnung {\displaystyle 10^{-8}}, also durchaus im Rahmen der Messgenauigkeit. Somit war es, neben dem Michelson-Morley-Experiment und dem Trouton-Noble-Experiment, eines der wenigen Experimente, welche Größen von zweiter Ordnung in {\displaystyle v/c} nachzuweisen imstande waren. Das Ergebnis war jedoch vollständig negativ. Rayleigh wiederholte das Experiment mit Schichten von Glasplatten (allerdings mit einer um den Faktor 100 geringeren Genauigkeit) und erhielt ebenfalls ein negatives Ergebnis.
Diese Experimente wurden jedoch von DeWitt Bristol Brace (1904) kritisiert. Rayleigh habe sowohl die Auswirkungen der Kontraktion ({\displaystyle 0{,}5\cdot 10^{-8}} statt {\displaystyle 10^{-8}}) als auch des Brechungsindex nicht genau genug berücksichtigt, sodass die Ergebnisse keineswegs schlüssig seien. Brace führte deswegen sehr viel exaktere Experimente durch. Dabei verwendete er ein Gehäuse von 4,13 m Länge, 15 cm Breite, und 27 cm Tiefe, das mit Wasser gefüllt war, und welches je nach Versuch um eine vertikale oder eine horizontale Achse rotierbar war. Sonnenlicht wurde durch ein System von Linsen, Spiegeln und Reflexionsprismen in das Wasser geleitet und 7-mal reflektiert. Dabei legte der Strahl 28,5 m zurück, wobei eine Verzögerung von {\displaystyle 7{,}8\cdot 10^{-13}} beobachtbar gewesen wäre. Das Ergebnis war auch hier negativ. Eine andere Experimentalanordnung mit Glas an Stelle der Flüssigkeit (Genauigkeit: {\displaystyle 4{,}5\cdot 10^{-11}}) brachte ebenfalls keine Spur einer Doppelbrechung hervor.
Das Fehlen einer Doppelbrechung wurde von Brace ursprünglich als Widerlegung der Lorentzkontraktion aufgefasst. Jedoch zeigten Lorentz (1904) und Joseph Larmor (1904), dass wenn man die Kontraktionshypothese beibehält und zusätzlich die Transformation der Zeitkoordinaten entsprechend durchführt, d. h., die komplette Lorentz-Transformation verwendet, der negative Ausgang erklärlich wird. Nimmt man nun, wie Albert Einstein (1905) im Rahmen der speziellen Relativitätstheorie, das Relativitätsprinzip von vornherein als gültig an, versteht sich das negative Ergebnis von selbst, denn ein gleichförmig bewegter Beobachter kann sich selbst als ruhend betrachten und wird folglich keine Auswirkung seiner eigenen Bewegung erfahren. Die Lorentzkontraktion ist folglich für einen mitbewegten Beobachter nicht messbar und muss für einen nicht mitbewegten Beobachter zusammen mit der Zeitdilatation berücksichtigt werden, was später mit dem Trouton-Rankine-Experiment (1908) und dem Kennedy-Thorndike-Experiment (1933) ebenfalls bestätigt wurde.